# Monseñor Iturriza
Monseñor Iturriza é um município da Venezuela localizado no estado de Falcón.
A capital do município é a cidade de Chichiriviche.